# Guijo de Granadilla
Guijo de Granadilla è un comune spagnolo di 698 abitanti situato nella comunità autonoma dell'Estremadura.